# Kerekegyháza
Kerekegyháza (hongrois : Kerekegyháza [ˈkɛɾɛkɛɟhaːzɒ]) est une localité hongroise, ayant le rang de ville dans le comitat de Bács-Kiskun.

## Géographie
Kerekegyháza se trouve à 17 km à l'ouest de Kecskemét et à 71 km au sud-est de Budapest.

## Population

### Démographie
Recensements ou estimations de la population :
| 1870  | 1880  | 1890  | 1900  | 1910  |
| ----- | ----- | ----- | ----- | ----- |
| 1 898 | 2 395 | 2 969 | 3 604 | 4 450 |

| 1920  | 1930  | 1941  | 1949  | 1960  |
| ----- | ----- | ----- | ----- | ----- |
| 4 836 | 5 262 | 6 020 | 6 312 | 6 168 |

| 1970  | 1980  | 1990  | 2001  | 2011  |
| ----- | ----- | ----- | ----- | ----- |
| 5 876 | 6 010 | 5 861 | 6 028 | 6 327 |